# Euippe (Tochter des Tyrimmas)
Euippe (altgriechisch Εὐίππη Euíppē) ist eine Frauengestalt der griechischen Mythologie.
Euippe war die Tochter des Königs Tyrimmas von Epirus. Sie wurde von Sophokles in die Sage des Odysseus verwoben. Demgemäß reiste Odysseus, nachdem er die Freier seiner Gattin Penelope getötet hatte, infolge eines Orakels nach Epirus, wo Tyrimmas ihn äußerst freundlich empfing. Odysseus verführte des Königs Tochter Euippe und zeugte mit ihr den Euryalos. Als dieser erwachsen geworden war, schickte Euippe ihn mit Erkennungszeichen in Odysseus’ Heimat Ithaka. Penelope aber erfuhr die Wahrheit und beredete ihren Gemahl, Euryalos zu töten, da dieser eine Verschwörung gegen ihn plane. Odysseus hatte seinen außerehelichen Sohn nicht wiedererkannt und entsprach Penelopes Aufforderung, so dass Euryalos sein Leben durch die Hand seines eigenen Vaters verlor. Lysimachos nannte Euippes Sohn hingegen Leontophron, andere Autoren Doryklos.
Parthenios sieht die Schuld an dieser Tötung des eigenen Nachkommen bei Odysseus: Dieser sei διὰ τὸ μὴ ἐγκρατὴς φῦναι μηδὲ ἄλλως ἐπιεικὴς zum Mörder des eigenen Kindes geworden – weil er unbeherrscht und auch sonst keineswegs mild gewesen sei. Kurz darauf sei er dann von Familienangehörigen mit dem Stachel eines Rochens verletzt worden und daran gestorben.